# Marcel Mart
Matti Ahde (ur. 10 maja 1927 w Esch-sur-Alzette, zm. 15 listopada 2019) − luksemburski prawnik, dziennikarz, polityk, minister, prezes Europejskiego Trybunału Obrachunkowego.

## Życiorys
Studiował ekonomię na Uniwersytecie w Montpellier, a następnie prawo.
Był politykiem Partii Demokratycznej. W okresie od 1 lutego 1969 do 16 września 1977 był ministrem trzech resortów: gospodarki, energii i transportu w kilku gabinetach premierów Wernera i Thorna.
W 1977 został członkiem nowo powstałego Europejskiego Trybunału Obrachunkowego, którego od 18 października 1984 do 20 grudnia 1989 był prezesem.
Jego brat René Mart także zaangażował się w politykę.